# Christian Kuntner
Christian Kuntner (Prato allo Stelvio, 1962 – Annapurna I, 18 maggio 2005) è stato un alpinista italiano.
Tra i più forti scalatori della scuola altoatesina, ha scalato tredici dei quattordici ottomila. È scomparso nel 2005, travolto da una valanga, mentre tentava l'Annapurna I, l'ultimo ottomila che gli mancava.

## Biografia
Il primo ottomila scalato fu il Cho Oyu, la cui vetta raggiunse nel 1991. Nel 1995 scalò l'Everest insieme a Marco Bianchi per il Colle Nord e la cresta nord-est, compiendo la prima ascensione italiana per questa via.
Nel 1998 attraversò l'intera via della seta in mountain bike; a quest'impresa seguì nel 2001 l'attraversamento delle Americhe dall'Alaska a Terra del Fuoco.
Nel 2002, proclamato dall'ONU "Anno Internazionale delle Montagne", scalò 64 degli 84 quattromila delle Alpi con il valdostano Abele Blanc.
Il 18 maggio 2005, durante il suo quarto tentativo di raggiungere la vetta dell'Annapurna I (l'unico ottomila che gli mancava ancora), fu travolto da una valanga e morì lo stesso giorno per le emorragie interne riportate.

## Gli ottomila
Nella seguente tabella sono elencate le salite degli ottomila, tutte avvenute senza ossigeno supplementare, compresi i tentativi falliti. Diverse ascensioni furono compiute con l'alpinista milanese Marco Bianchi, salitore di sette dei quattordici ottomila, divenuto in seguito fotografo, e con Abele Blanc.
| #  | Ottomila      | Data              | Descrizione |
| -- | ------------- | ----------------- | --- |
|    | Gasherbrum II | 1990              | Tentativo fallito per il meteo                                                                                              |
|    | Broad Peak    | 1990              | Tentativo fallito per il meteo                                                                                              |
| 1  | Cho Oyu       | 25 settembre 1991 | Salita con una spedizione internazionale di cui faceva parte Wanda Rutkiewicz, che raggiunse la vetta il giorno successivo. |
| 2  | Manaslu       | 29 settembre 1992 | Via normale per la parete nord-est, con Marco Bianchi e Krzysztof Wielicki                                                  |
| 3  | Broad Peak    | 6 luglio 1993     | Salita con Marco Bianchi, facenti parte di una spedizione guidata da Fausto De Stefani                                      |
| 4  | Dhaulagiri I  | 25 settembre 1994 | Salita con Marco Bianchi |
| 5  | Everest       | 13 maggio 1995    | Salita con Marco Bianchi per la cresta nord-est e prima ascensione italiana per questa via                                  |
| 6  | K2            | 1996              | Salita con Marco Bianchi e Krzysztof Wielicki per la via giapponese sulla cresta nord                                       |
|    | Annapurna I   | 1997              | Tentativo fallito per il meteo                                                                                              |
|    | Shisha Pangma | 1997              | Tentativo fallito per il meteo                                                                                              |
| 7  | Shisha Pangma | 1998              | Salita con Stephan Andres                                                                                                   |
| 8  | Gasherbrum I  | 3 luglio 1999     | Salita con Abele Blanc |
| 9  | Gasherbrum II | 1999              | Salita con Abele Blanc |
| 10 | Makalu        | 2000              | Salita con Abele Blanc e Stephan Andres                                                                                     |
| 11 | Nanga Parbat  | 2001              | Salita con Abele Blanc e Stephan Andres per la via Kinshofer                                                                |
|    | Annapurna I   | 2002              | Tentativo fallito per il meteo                                                                                              |
| 12 | Kangchenjunga | 20 maggio 2003    | Salita con Silvio Mondinelli, Mario Merelli e Carlos Pauner                                                                 |
|    | Annapurna I   | 2003              | Tentativo fallito per il meteo                                                                                              |
| 13 | Lhotse        | 2004              | Salita con Norbert Joos |
|    | Annapurna I   | 2005              | Tentativo in cui rimane travolto da una valanga                                                                             |